# Helge Skoog
Helge Olof Skoog (født 6. august 1938 i Borås) er en svensk skuespiller og komiker. Han har for eksempel optrådt i film som Brødrene Mozart (1986), Livsfarlig film (1988) og Jönssonligan spelar högt (2000).

## Udvalgt filmografi
- Han som fick leva om sitt liv (tv-film, 1961)
- Baltutlämningen (1970)
- Fem dagar i Falköping (1975)
- Maria (1975)
- Långt borta och nära (1976)
- Hedebyborna (tv-serie, 1980)
- Babels hus (tv-serie, 1981)
- Mamma (1982)
- Brødrene Mozart (1986)
- På liv och död (1986)
- Artisten (kortfilm, 1987)
- Livsfarlig film (1988)
- Jönssonligan spelar högt (2000)
- Creepschool (animeret tv-serie, 2004)
- Kommissionen (tv-serie, 2005)
- Helt perfekt (tv-serie, 2018)